# Columna de los Godos

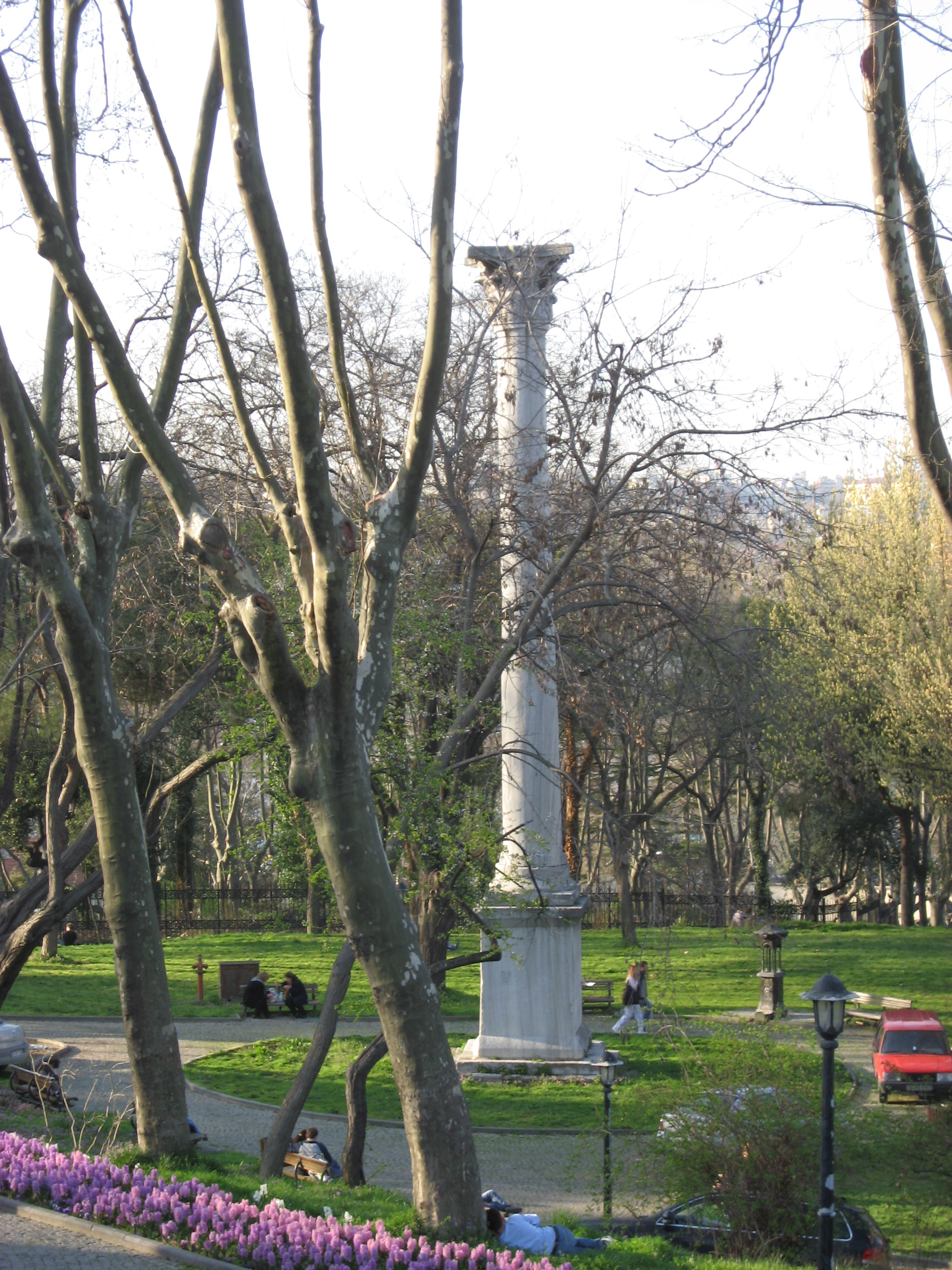
Columna de los Godos.

La Columna de los Godos (en turco, Gotlar Sütunu) es un pilar de mármol proconeso de 18,5 metros de altura coronado por un capitel corintio de la época romana que se encuentra en el Parque Gülhane, Estambul, Turquía.

## Historia
El nombre del monumento proviene de la inscripción latina de la base, que conmemora la victoria romana sobre los godos: FORTUNAE REDUCI OB DEVICTUS GOTHOS. Se ha descubierto que dicha inscripción sustituyó otra anterior.
Aunque se desconocen la fecha de construcción y a quién se dedicó la columna, se cree que debió erigirse para honrar la victoria de Constantino I el Grande o Claudio II, los cuales lograron derrotar a los godos en diferentes ocasiones. Según el historiador bizantino Nicéforo Grégoras, la columna estuvo coronada por una estatua del rey Byzas, fundador de la ciudad de Bizancio. Otras fuentes mencionan una estatua de la diosa Tique.
En cualquier caso, se trata del monumento más antiguo de la época Romana existente en la ciudad, anterior incluso a la fundación de Constantinopla.